# Black Seeds of Vengeance
Black Seeds of Vengeance es el segundo álbum de la banda de death metal Nile. El álbum fue lanzado el 5 de septiembre de 2000 por Relapse Records. 

## Lista de canciones
Todas las canciones de Karl Sanders excepto las indicadas.
1. I«nvocation of the Gate of Aat-Ankh-es-en-Amenti» – 0:43
2. «Black Seeds of Vengeance» – 3:36
3. «Defiling the Gates of Ishtar» – 3:38
4. «The Black Flame» – 3:22
5. «Libation Unto the Shades Who Lurk in the Shadows of the Temple of Anhur» – 1:32
6. «Masturbating the War God» – 5:41
7. «Multitude of Foes» (Dallas Toler-Wade) – 2:10
8. «Chapter for Transforming into a Snake» – 2:26
9. «Nas Akhu Khan she en Asbiu» – 4:16
10. «To Dream of Ur» – 9:07
11. «The Nameless City of the Accursed» – 2:51
12. «Khetti Satha Shemsu» – 3:33

## Créditos
- Karl Sanders - cantante, guitarra
- Dallas Toler-Wade - cantante, guitarra
- Chief Spires - cantante, bajo eléctrico
- Derek Roddy - cantante, batería
- Pete Hammoura - cantante, batería adicional
- Ross Dolan, Derek Roddy, Gary Jones, Scott Wilson, Bob Moore, Boz Porter - cantantes invitados
- Mostafa Abd el Aziz - arghoul
- Aly et Maher el Helbney - respiración en "The Nameless City of the Accursed"
- Mohammed el Hebney - cánticos adicionales en "Khetti Satha Shemsu"

- Mientras que estos son los créditos que aparecen en el álbum, Nile ha indicado que Derek Roddy fue el batería principal y Pete fue el batería invitado en el álbum (esto se indicó en su FAQ oficial). La única canción del álbum en la que tocó Pete fue "To Dream of Ur".

- Datos: Q1929747